# Дугда
Дугда́ — посёлок в Зейском районе Амурской области России. Образует сельское поселение Дугдинский сельсовет. Железнодорожная станция Дугда. Возник в 1984 году как бамовский посёлок.

## География
Расположен в 185 км (по прямой) к востоку от районного центра, города Зея, на Байкало-Амурской магистрали (с 1997 года восточный участок БАМа относится к Дальневосточной железной дороге). Рядом с посёлком протекает река Дугда (правый приток Норы, бассейн Селемджи).
Посёлок Дугда, как и Зейский район, приравнен к районам Крайнего Севера.

## История
Решением Исполнительного комитета Амурского областного совета депутатов трудящихся от 29 августа 1984 года № 380 зарегистрирован в Зейском районе населенный пункт — железнодорожная станция Дугда, вновь возникший на 561 километре Байкало-Амурской железнодорожной магистрали и образован Дугдинский сельсовет с центром в населенном пункте — железнодорожной станции Дугда.

## Население
| 2002 | 2010 | 2012 | 2013 | 2014 | 2015 | 2016 |
| ---- | ---- | ---- | ---- | ---- | ---- | ---- |
| 741  | ↘709 | ↗711 | ↗712 | ↘701 | ↘692 | ↗697 |
| 2017 | 2018 | 2021 |      |      |      |      |
| ↗710 | ↘689 | ↘588 |      |      |      |      |

## Инфраструктура
- Станция Дугда Дальневосточной железной дороги.

## Транспорт
БАМ.
Вдоль БАМа в западном направлении шла дорога, которая отсутствует уже много лет, к посёлкам Тунгала, Огорон и Верхнезейск, в восточном направлении — к посёлку Февральск Селемджинского района которая также отсутствует.